# Campeonato Europeo de Taekwondo de 2021
El XXIV Campeonato Europeo de Taekwondo se celebró en Sofía (Bulgaria) entre el 8 y el 11 de abril de 2021 bajo la organización de la Unión Europea de Taekwondo (ETU) y la Federación Búlgara de Taekwondo.
Las competiciones se realizaron en las instalaciones del Grand Hotel Millennium Sofia de la capital búlgara.

## Medallistas

### Masculino
| Evento         | Oro                               | Plata                             | Bronce                                                       |
| -------------- | --------------------------------- | --------------------------------- | ------------------------------------------------------------ |
| –54 kg (08.04) | Omar Salim · Hungría              | Dionisios Rapsomanikis · Grecia   | Yahor Kazlou · Bielorrusia · Viacheslav Bovkun · Rusia       |
| –58 kg (08.04) | Cyrian Ravet Francia              | Adrián Vicente Yunta · España     | Rui Bragança · Portugal · Frederik Olsen · Suecia            |
| –63 kg (09.04) | Hakan Reçber Turquía              | Joan Jorquera Cala · España       | Jaouad Achab · Bélgica · Simone Crescenzi · Italia           |
| –68 kg (09.04) | Sarmat Tsakoyev · Rusia           | Bradly Sinden Reino Unido         | Konstantinos Jamalidis · Grecia · Javier Pérez Polo · España |
| –74 kg (10.04) | Karol Robak · Polonia             | Nedžad Husić Bosnia y Herzegovina | Daniel Quesada Barrera · España · Badr Achab · Bélgica       |
| –80 kg (10.04) | Maxim Jramtsov · Rusia            | Milad Beigi Azerbaiyán            | Simone Alessio · Italia · Raúl Martínez García · España      |
| –87 kg (11.04) | Yuri Kirichenko · Rusia           | Mehdi Jodabajshi Serbia           | Roberto Botta · Italia · Ivan Šapina · Croacia               |
| +87 kg (11.04) | Arman-Marshall Sila · Bielorrusia | Vladislav Larin · Rusia           | Andrei Harbar · Ucrania · Iván García Martínez · España      |

### Femenino
| Evento         | Oro                              | Plata                              | Bronce                                                 |
| -------------- | -------------------------------- | ---------------------------------- | ------------------------------------------------------ |
| –46 kg (08.04) | Lena Stojković · Croacia         | Larisa Medvedeva · Rusia           | Rivka Bayech Israel Minaya Əkbərova Azerbaiyán         |
| –49 kg (08.04) | Adriana Cerezo Iglesias · España | Liana Musteață · Rumania           | Ela Aydin · Alemania · Yelizaveta Riadninskaya · Rusia |
| –53 kg (09.04) | Tatiana Minina · Rusia           | Zeliha Ağrıs Turquía               | Ilina Ivanova · Bulgaria · Luca Patakfalvy · Hungría   |
| –57 kg (09.04) | Jade Jones Reino Unido           | Hatice Kübra İlgün Turquía         | Raheleh Asemani · Bélgica · Inese Tarvida · Letonia    |
| –62 kg (10.04) | Bruna Vuletić · Croacia          | Marija Štetić Bosnia y Herzegovina | İrem Yaman · Turquía · Kristina Prokudina · Rusia      |
| –67 kg (10.04) | Matea Jelić · Croacia            | Lauren Williams Reino Unido        | Magda Wiet-Hénin Francia Nur Tatar Turquía             |
| –73 kg (11.04) | Rebecca McGowan Reino Unido      | Milica Mandić Serbia               | Doris Pole · Croacia · Polina Jan · Rusia              |
| +73 kg (11.04) | Bianca Walkden Reino Unido       | Aleksandra Kowalczuk · Polonia     | Marlene Jahl · Austria · Belén Morán Romero · España   |

## Medallero
| Núm. | País                 | Oro | Plata | Bronce | Total |
| ---- | -------------------- | --- | ----- | ------ | ----- |
| 1    | Rusia                | 4   | 2     | 4      | 10    |
| 2    | Reino Unido          | 3   | 2     | 0      | 5     |
| 3    | Croacia              | 3   | 0     | 2      | 5     |
| 4    | España               | 1   | 2     | 5      | 8     |
| 5    | Turquía              | 1   | 2     | 2      | 5     |
| 6    | Polonia              | 1   | 1     | 0      | 2     |
| 7    | Bielorrusia          | 1   | 0     | 1      | 2     |
| 7    | Francia              | 1   | 0     | 1      | 2     |
| 7    | Hungría              | 1   | 0     | 1      | 2     |
| 10   | Bosnia y Herzegovina | 0   | 2     | 0      | 2     |
| 10   | Serbia               | 0   | 2     | 0      | 2     |
| 12   | Azerbaiyán           | 0   | 1     | 1      | 2     |
| 12   | Grecia               | 0   | 1     | 1      | 2     |
| 14   | Rumania              | 0   | 1     | 0      | 1     |
| 15   | Bélgica              | 0   | 0     | 3      | 3     |
| 15   | Italia               | 0   | 0     | 3      | 3     |
| 17   | Alemania             | 0   | 0     | 1      | 1     |
| 17   | Austria              | 0   | 0     | 1      | 1     |
| 17   | Bulgaria             | 0   | 0     | 1      | 1     |
| 17   | Israel               | 0   | 0     | 1      | 1     |
| 17   | Letonia              | 0   | 0     | 1      | 1     |
| 17   | Portugal             | 0   | 0     | 1      | 1     |
| 17   | Suecia               | 0   | 0     | 1      | 1     |
| 17   | Ucrania              | 0   | 0     | 1      | 1     |
|      | TOTAL                | 16  | 16    | 32     | 64    |